# Anolis eewi
Anolis eewi este o specie de șopârle din genul Anolis, familia Polychrotidae, descrisă de Roze 1958. Conform Catalogue of Life specia Anolis eewi nu are subspecii cunoscute.